# Tormenta tropical Vongfong
La tormenta tropical Vongfong (designación internacional: 0214, designación JTWC: 20W) afectó a China después de una temporada de inundaciones mortales. Vongfong, la decimocuarta tormenta nombrada de la temporada de tifones en el Pacífico de 2002, se desarrolló como depresión tropical el 10 de agosto de 2002. Inicialmente estaba desorganizada debido a condiciones hostiles y no se intensificó significativamente antes de cruzar la isla filipina de Luzón. Allí, las inundaciones obligaron a 3500 personas a evacuar sus hogares. En Filipinas, la tormenta mató a 35 personas y causó daños por valor de 3,3 millones de dólares.
Después de afectar a Filipinas, la depresión tropical se disipó en el Mar de China Meridional, aunque se reformó el 15 de agosto. Se movió hacia el noroeste y se convirtió en la tormenta tropical Vongfong. Rozó el este de Hainan antes de tocar tierra el 19 de agosto en el sur de China cerca de Wuchuan, Guangdong. Poco después de que se disipó, la tormenta dejó caer fuertes lluvias en toda la región, causando un accidente de tráfico en Hong Kong y matando a doce personas debido a deslizamientos de tierra. La tormenta destruyó 6000 casas, la mayoría en Guangdong, y los daños en el país totalizaron al menos 86 millones de dólares.

## Historia meteorológica
El 8 de agosto de 2002, se formó un área de convección, o tormentas, al oeste-noroeste de Palau, con una circulación débil conectada a la vaguada del monzón. El sistema tuvo un buen flujo de salida, aunque inicialmente se encontraba dentro de un área de cizalladura del viento moderada en aumento, que limitaba la organización. La convección aumentó, y aunque la circulación quedó expuesta, la cizalladura luego disminuyó lo suficiente como para que el sistema se organizara en una depresión tropical el 10 de agosto; el Centro Conjunto de Advertencia de Tifones (JTWC) lo etiquetó como depresión tropical Dieciocho-W, la Agencia Meteorológica de Japón (JMA) lo etiquetó como una depresión sin número y la Administración de Servicios Atmosféricos, Geofísicos y Astronómicos de Filipinas (PAGASA) le dio el nombre depresión tropical Milenyo.
Al desarrollarse, la depresión se ubicó en un área de débiles corrientes de dirección, todavía conectadas con el áspero monzón, y se movió lentamente hacia el oeste-noroeste. Las tormentas eléctricas continuaron siendo cortadas hacia el oeste de la circulación, lo que limitó el fortalecimiento. El 12 de agosto, el Centro Conjunto de Advertencia de Tifones (JTWC) actualizó brevemente el sistema a tormenta tropical después de un aumento temporal de tormentas eléctricas, aunque el sistema pronto se debilitó. Una cresta al norte provocó una trayectoria general hacia el oeste hacia Filipinas. Con una circulación totalmente expuesta, la depresión tocó tierra a las 08;00 UTC del 13 de agosto cerca de Infanta en la isla filipina de Luzón. Pronto se disipó debido a la continua interacción de la cizalladura y la tierra. Los remanentes continuaron hacia el oeste en el Mar de China Meridional, y PAGASA y Agencia Meteorológica de Japón (JMA) suspendieron las advertencias a principios del 14 de agosto. Sin embargo, el 15 de agosto, una depresión tropical se volvió a desarrollar a medio camino entre Vietnam y Filipinas , con una circulación expuesta a la convección debido cizalladura moderada del viento. Ese día, el Centro Conjunto de Advertencia de Tifones (JTWC) inició avisos sobre la depresión tropical Veinte-W.
Después de la remodelación, la cizalladura del viento continuó siendo un problema, con la convección ubicada al suroeste del centro. Temprano el 17 de agosto, un pulso en el monzón aumentó las tormentas y permitió que el sistema se organizara mejor. La convección se volvió más concentrada y la circulación menos expuesta. Como resultado, la Agencia Meteorológica de Japón (JMA) actualizó la depresión a tormenta tropical Vongfong a principios del 18 de agosto, todavía en el centro del Mar de China Meridional. Alrededor de ese tiempo, la tormenta comenzó a moverse más rápidamente hacia el noroeste debido a una cresta en desarrollo al noreste. Aunque la Agencia Meteorológica de Japón (JMA) estimó vientos máximos sostenidos de 10 minutos de sólo 75 km/h (45 mph), el Centro Conjunto de Advertencia de Tifones (JTWC) evaluó que Vongfong continuaba intensificándose a vientos máximos de 1 minuto de 100 km/h (65 mph), a principios del 19 de agosto. En ese momento, la tormenta estaba cerca de Hainan, ya las 12:40 UTC de ese día, Vongfong tocó tierra en el sur de China cerca de Wuchuan, Guangdong. Se debilitó rápidamente sobre la tierra, disipándose a principios del 20 de agosto al oeste de Guilin.

## Preparaciones e impacto

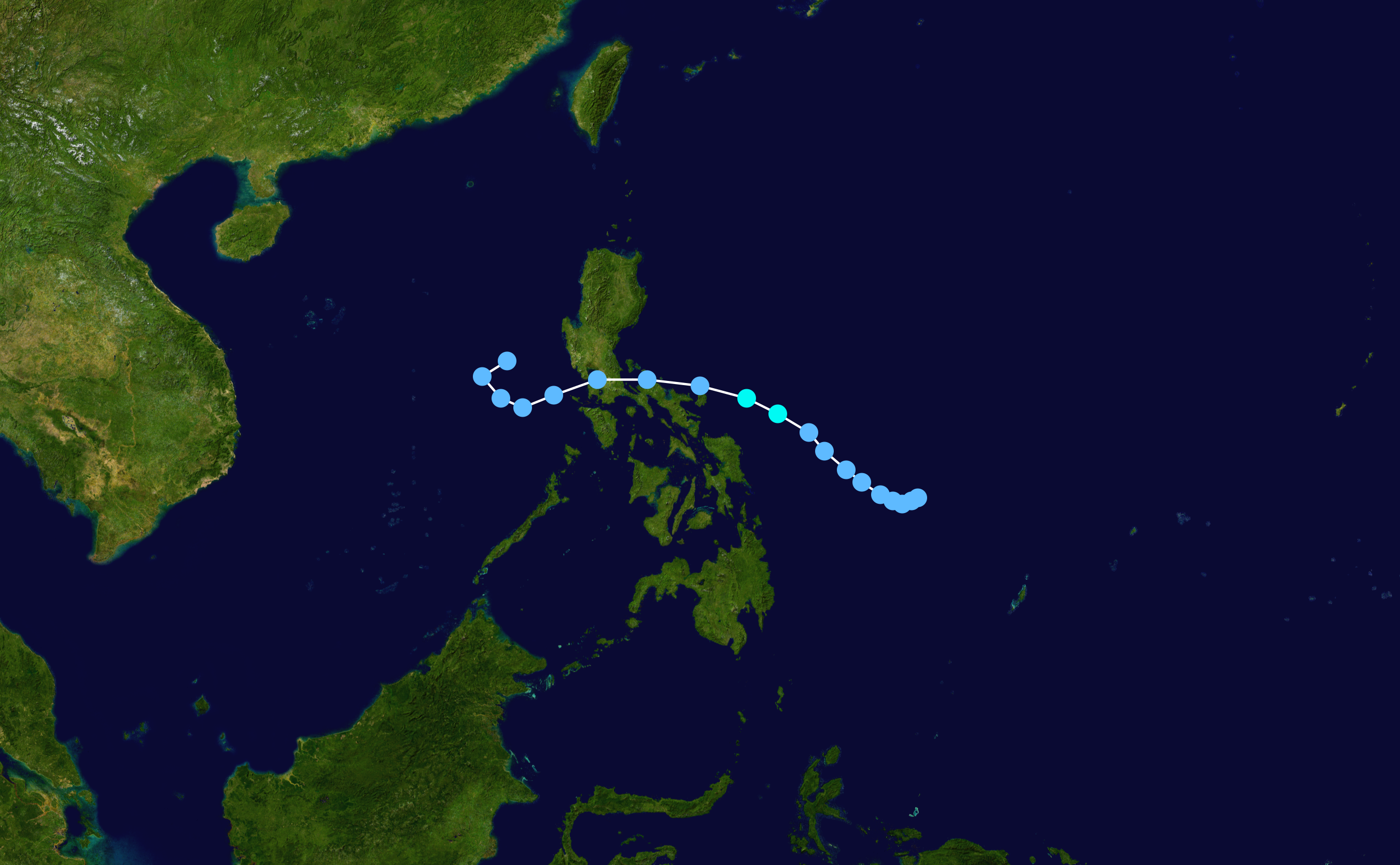
Mapa de la trayectoria del Centro Conjunto de Advertencia de Tifones (JTWC; por sus siglas en inglés) de la tormenta tropical Dieciocho-W, que se interpreta como el precursor de Vongfong — Mapa que traza la trayectoria y la intensidad de la tormenta, de acuerdo con la escala de huracanes de Saffir-Simpson

### Filipinas
Las fuertes lluvias de la tormenta afectaron a Filipinas, provocando inundaciones que obligaron a 3500 personas a evacuar sus casas. Esto ocurrió después de un mes de fuertes lluvias de varios ciclones tropicales en julio. Los funcionarios cerraron las escuelas y aconsejaron a las embarcaciones pequeñas que permanecieran en el puerto. Un barco se hundió en la costa de la provincia de Antique y su tripulación de 15 fue rescatada. Al menos seis personas murieron por electrocución, luego de que líneas eléctricas caídas tocaron las aguas de la inundación. La tormenta generó un tornado y provocó deslizamientos de tierra en Negros Oriental. La tormenta mató a 35 personas en el país e hirió a otras 22. Los daños se estimaron en 3,3 millones de dólares (172 millones de PHP en 2002). Milenyo fue la última tormenta nombrada por PAGASA durante 2002.

### Hong Kong
El 17 de agosto, el Observatorio de Hong Kong (HKO) emitió la señal de espera número 1 debido a la reforma de la tormenta en el Mar de China Meridional. Vongfong tocó tierra al oeste del territorio, aunque sus bandas de lluvia exteriores se extendieron por la región. Las carreteras resbaladizas contribuyeron a un accidente de tráfico en Sai Kung en el que murió una persona. Las precipitaciones en Hong Kong alcanzaron los 133 mm (5,2 pulgadas) en la ciudad de Kwai Chung. Las bandas de lluvia también produjeron ráfagas de viento; los vientos sostenidos alcanzaron un máximo de 75 km/h (47 mph), con ráfagas de 110 km/h (68 mph) en el pico de la montaña de Tai Mo Shan. Mientras se desplazaba a tierra, Vongfong produjo una marejada ciclónica de 0,48 m (1,6 pies) en Shek Pik. La tormenta derribó algunos árboles en todo el territorio y una rama caída hirió a un hombre. Otra persona resultó herida por un toldo dañado.

### República Popular China
En Hainan, la amenaza de Vongfong llevó a los funcionarios a cerrar el aeropuerto principal y restringir el tráfico marítimo con Guangdong. Como resultado, 113 vuelos se retrasaron, dejando varadas a más de 3000 personas. En la isla, las precipitaciones alcanzaron los 240 mm (9,4 pulgadas) en Haikou durante un período de tres días. En la ciudad, la tormenta derribó 2145 árboles y el daño se estimó en 456 000 $ (¥ 3,8 millones de CNY. En medio de una temporada de inundaciones mortales en China, incluida la tormenta tropical Kammuri que afectó a la región solo 12 días antes, Vongfong trajo lluvias adicionales al suroeste de China; los totales en Guangdong alcanzaron un máximo de 222,6 mm (8,76 pulgadas) en Zhanjiang, y en Guangxi, las precipitaciones alcanzaron 124 mm (4,9 pulgadas) en un período de nueve horas en el condado de Bobai. La tormenta arrastró un bote a tierra a unos 60 kilómetros (37 millas) al suroeste de Hong Kong, aunque los pasajeros fueron rescatados. Las lluvias se extendieron hasta el norte de Hunan, donde las inundaciones anteriores provocaron un estado de emergencia. En la vecina Jiangxi, las inundaciones hicieron que el río Yangtze subiera por encima de los niveles de advertencia en Jiujiang. Los niveles de los ríos también aumentaron en Liuzhou en Guangxi. Se informaron ráfagas de viento de hasta 144 km/h (90 mph) en Zhanjiang, y una estación en Guangxi informó ráfagas de 115 km/h (71 mph). La tormenta provocó inundaciones y deslizamientos de tierra que dañaron miles de viviendas. Algunas áreas perdieron electricidad durante la tormenta y la tormenta interrumpió el tráfico en la región. Vongfong inundó 46 000 ha (110 000 acres) de campos de cultivo y las inundaciones provocadas por las tormentas también dañaron cientos de embalses. Vongfong destruyó 5600 casas en Guangdong, muchas de ellas en Zhanjiang, y los daños provinciales se estimaron en 46 millones de dólares (382 millones de yenes CNY). En Guangxi, la tormenta mató a doce personas, ocho debido a deslizamientos de tierra. Al menos 400 casas fueron destruidas en Guangxi, y los daños en la provincia se estimaron en más de 36,2 millones $ (¥300 millones CNY).